# Пекаркова, Ива
Ива Пекаркова (чеш. Iva Pekárková, 15 февраля 1963, Прага) – чешская писательница.

## Биография
Ива Пекаркова родилась в 1963 году в семье физика и химика. Изучала микробиологию и вирусологию в Карловом университете, в 1983 году эмигрировала в США, сменила множество профессий. В 1997 году вернулась в Чехию, работала в популярной газете Mladá fronta DNES. С 2005 года живет в Лондоне. Переводит англоязычную литературу (Том Вулф и др.).

## Книги
- Перья и крылья/ Péra a perutě, 1989 (англ. пер. 1992)
- Круглый мир/ Kulatý svět, 1993 (англ. пер. 1994, исп. пер. 2001)
- Отдай мне бабки/ Dej mi ty prachy, 1996 (англ. и нем. пер. 2000, словен. пер. 2008)
- Прокаженные гангстеры/ Gang zjizvených, 1998
- Můj život patří mně, 1998
- Мой IQ/  Můj I.Q., 1999
- Тридцать два хвана/ Třicet dva chwanů, 2000
- В Индию, а то куда же/ Do Indie kam jinam, 2001, путевые очерки
- Найджа, звезды в сердце/  Najdža hvězdy v srdci, 2003, путевые очерки
- Шесть миллиардов Америк/ Šest miliard Amerik, 2005, путевые очерки
- Любовь в Нью-Йорке/  Láska v New Yorku, 2006
- Любовь в Лондоне/ Láska v Londýně, 2008
- Sloni v soumraku, 2008
- Jaxi taksikařím, 2009
- Málo černý Varlata, 2010
- Zvonek a pak chorál, 2010
- Džungle, tygři, jinovatka, 2011
- Multykulty pindy jedný český mindy, 2012